# Conversions: A K&D Selection
Conversions: A K&D Selection – debiutancki remix album zawierający didżejski mix Kruder & Dorfmeister, wydany 24 czerwca 1996 roku.

## Historia albumu
Album Conversions: A K&D Selection został zmiksowany przez duet Kruder & Dorfmeister w G-Stone Studio i wydany 24 czerwca 1996 roku przez wytwórnię Spray Records jako CD. 16 lutego 1999 roku album został wznowiony na rynku amerykańskim przez Shadow Records.

## Charakterystyka muzyczna albumu
Conversions to debiutancki album duetu Kruder & Dorfmeister, prezentujący jego DJ-ską wirtuozerię w tworzeniu miksów w stylu down tempo i trip hop.

## Lista utworów
Zestaw utworów:
| Nr  | Tytuł utworu                           | Oryginalny wykonawca   | Długość |
| --- | -------------------------------------- | ---------------------- | ------- |
| 1.  | „Dat's Cool”                           | DJ Unknown Face        | 6:14    |
| 2.  | „Searchin”                             | Dead Calm              | 7:45    |
| 3.  | „Come On (Simon Templar Mix)”          | The Ballistic Brothers | 4:52    |
| 4.  | „Nu Birth Of Cool”                     | Omni Trio              | 5:45    |
| 5.  | „One And Only”                         | PFM                    | 9:20    |
| 6.  | „Find Me”                              | Skanna                 | 4:50    |
| 7.  | „Speechless Drum & Bass (K&D Session)” | Count Basic            | 6:51    |
| 8.  | „Visible From Space (Aquasky Remix)”   | Hunch                  | 5:52    |
| 9.  | „Time Zone”                            | Spacelink              | 5:30    |
| 10. | „The Lick”                             | Earl Grey              | 6:35    |
|     |                                        |                        | 1:03:34 |